# Maria Olívia da Silva
Maria Olívia da Silva (Itapetininga ou Varsóvia, 28 de fevereiro de 1880? – Astorga, 8 de julho de 2010 ), foi uma dona-de-casa brasileira que alegava ter nascido em 28 de fevereiro de 1880 e desta forma ter morrido com 130 anos e 130 dias, o que a tornaria a pessoa mais idosa da história (reconhecido pelo RankBrasil, mas não reconhecido pelo Guiness Book).
Ela nasceu na cidade de Varsóvia, Polónia, e, quando de seu falecimento, morava no distrito de Içara, em Astorga, no norte do Paraná. Sua casa de madeira tem as paredes tomadas por recortes de revistas e jornais de todo o mundo sobre o recorde de longevidade da ilustre moradora.
Veio para o Brasil aos três anos de idade, sendo desconhecido o seu nome original. Dona Maria Olívia da Silva teve dez filhos naturais e adotou mais quatro, mas o número de netos, bisnetos e trinetos não pode ser mensurado. Seriam cerca de 400, calcula Aparecido Honório Silva, 59 anos, adotado ainda quando bebê. Ele é um dos três filhos vivos dos 14 integrantes de sua prole.
A determinação da idade de Olívia da Silva poderá nunca ser resolvida dada a falta de documentação fidedigna. Segundo duas interpretações diferentes de dois dos seus filhos, a sua idade em 2007 oscilaria entre os 92 e os 104 anos, o que resultaria numa data aproximada do seu nascimento entre 1903 e 1915. Assim, D. Olívia poderia nem ser centenária quando faleceu em 2010.
Apesar de não ser comprovado por documentação da época do nascimento, Dona Maria Olívia possui oficialmente o ano de registro de 1880 conforme o seu registro civil e documento de identidade brasileiros, ambos documentos emitidos na década de 70, quando Dona Maria Olívia já teria mais de 90 anos.
No dia 9 de junho de 2009 igualou o anterior recorde de Maria do Carmo Gerônimo, também sem fundamentação documental, tornando-se supostamente a pessoa de maior longevidade do Brasil dos últimos dez anos.
A 28 de fevereiro de 2010 cumpriu supostamente a idade de 130 anos. Ao atingir esta marca chegou ao limite da plausibilidade segundo os especialistas em gerontologia.
Seu falecimento ocorreu na cidade em que morava, Astorga - interior do estado do Paraná, no início da noite do dia 8 de julho de 2010.